# Apostolska administratura personalna Świętego Jana Marii Vianneya
Apostolska administratura personalna Świętego Jana Marii Vianneya (łac. Apostolica Administratio Sancti Ioannis Mariae Vianney; skrót: AAP-SJMV) – administratura apostolska w Brazylii istniejąca na terenie rzymskokatolickiej diecezji Campos.
Jest to jedyna katolicka personalna administratura apostolska na świecie.

## Historia
Apostolska administratura personalna Świętego Jana Marii Vianneya powstała 18 stycznia 2002 roku na skutek pojednania się ze Stolicą Apostolską tradycjonalistycznego biskupa Licinio Rangela i grupy duchownych zrzeszonych w Bractwie Kapłańskim Świętego Jana Marii Vianneya (FSSJV).
Obecnym administratorem apostolskim tej wspólnoty jest biskup tytularny Cedamusa, Fernando Arêas Rifan.

## Charakterystyka
Administratura jest wspólnotą wiernych katolickich i księży tradycjonalistycznych, którzy przed 2002 rokiem należeli do założonej przez biskupa-seniora Campos, Antonio de Castro Mayera Unii Świętego Jana Marii Vianneya.
Od chwili rekoncyliacji biskupa FSSJV, Licinio Rangela byli członkowie Unii pozostają w pełnej komunii z Kościołem rzymskokatolickim. Duchowni podlegający jurysdykcji administratury posługują się księgami liturgicznymi według wydania z 1962 roku (nadzwyczajna forma rytu rzymskiego).

## Administratorzy apostolscy
- bp Licinio Rangel (2002)
- bp Fernando Arêas Rifan (od 2002)